# Dünung

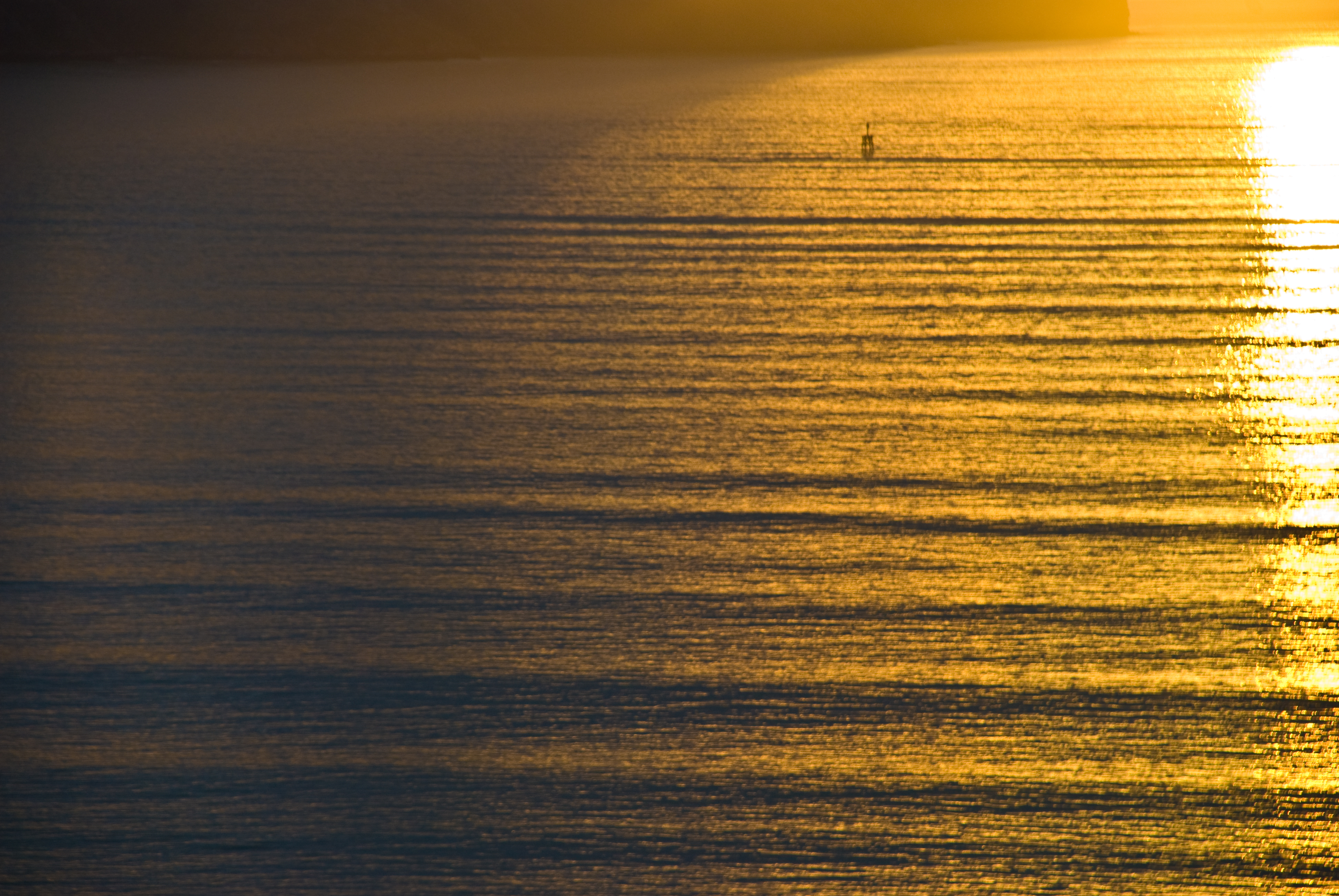
Beispiel für Dünungswellen

Mit Dünung (oder Schwell von englisch swell) bezeichnet man Wasserwellen, die bereits aus ihrem Entstehungsgebiet herausgelaufen sind; somit ist Dünung der Gegenbegriff zur Windsee. Die Gesamtheit aller Wellen aus Dünung und Windsee bezeichnet man als Seegang.
In der Dünung haben sich bereits Ordnungsmechanismen durchgesetzt und zu einer Homogenisierung der Wellenstruktur (Wellenhöhe, Wellenlänge, Periode, Richtung, Gruppenbildung) beigetragen (siehe Orbitalbewegung). Beim Übergang von der Windsee zur Dünung nimmt die Wellenhöhe ab und die Wellenlänge zu.
Treffen sich Dünungen oder auch Windseen aus unterschiedlichen Richtungen, kommt es zu einer Kreuzsee mit teils unerwartet hohen Einzelwellen (Kaventsmännern).
Erreicht eine Dünung den Flachwasserbereich (etwa den Kontinentalsockel/Schelf), so bekommen die Wellenböden Kontakt zum Meeresboden, also Grundberührung, und man spricht dann von Grundsee. Trifft die Grundsee dann auf Untiefen oder die flache Brandungszone an der Küste, wird der Boden der Welle stärker abgebremst als der Wellenkamm, welcher hierauf den Wellenboden überholt – die Welle bricht. Hier spricht man dann von Brandung.
Die Stärke der Dünung hängt von der ihr vorausgehenden Windsee ab. Je größer die Fläche, höher die Stärke, länger die zeitliche Dauer und einheitlicher die Richtung, mit der der Wind auf die Wasseroberfläche einwirkt, desto ausgeprägter wird die daraus resultierende Windsee und folglich im Anschluss die Dünung, die dann einige tausend Kilometer über die Weltmeere wandern kann, bevor sie sich an einer Küste zur Brandung wandelt.